# Confine tra Guyana e Suriname
Il confine tra la Guyana e il Suriname è la linea di demarcazione tra questi due paesi e ha una lunghezza di circa 600 km.

## Tracciato
Il confine terrestre segue il fiume Corentyne. Due punti rappresentano un motivo di controversia territoriale tra i due paesi: 
- il possesso del corso stesso del Corentyne (il Suriname rivendica un confine sulla riva sinistra del fiume, la Guyana il talweg);
- una regione a sud, tra i fiumi New (confine rivendicato dal Suriname) e Kutari (confine rivendicato dalla Guyana) e due affluenti del Corentyne.

A causa della disputa sul confine sul Corentyne, la controversia riguardava anche il confine marittimo tra i due paesi ma è stata risolta il 17 settembre 2007 dalla Corte permanente di arbitrato (CPA), la quale ha ritenuto opportuno utilizzare il metodo dell'equidistanza per delimitare la piattaforma continentale e la zona economica esclusiva. 

## Storia
Durante le guerre napoleoniche, il Regno Unito occupò le colonie olandesi in Guyana (Démérara, Berbice, Essequibo e Suriname). In quel periodo il confine tra le colonie di Berbice e Suriname non era ancora definito in modo chiaro, sebbene un accordo concluso dai rispettivi governatori nel 1799 assegnasse l'intera regione fino alla riva sinistra del Corentyne alla colonia di Berbice. Con il trattato anglo-olandese del 1814 i Paesi Bassi rinunciarono formalmente alle colonie di Demerara, Berbice ed Essequibo a favore del Regno Unito, ma mantennero il Suriname. Nel 1831 le tre colonie furono unite in una nuova entità, la Guyana britannica. 
Nel 1841 l'esploratore Robert Hermann Schomburgk risalì il Corentyne per stabilire il confine tra la colonia britannica e quella olandese. Lo fissò sul Kutari, che ritenne essere l'affluente principale del fiume. Tuttavia, nel 1871 il geologo britannico Barrington Brown scoprì un affluente del Corentyne, il New, ritenuto a suo avviso più ampio del Kutari. Essendo il New posizionato a ovest del Kutari, un triangolo di circa 16000 km² delimitato dai due fiumi divenne la regione contesa tra i due paesi. Nel 1899 l'arbitrato di Parigi, incaricato di risolvere la controversia anglo-venezuelana riguardante la Guayana Esequiba, si concluse a favore della Guyana britannica in merito al suo confine orientale. 
Nel 1936 una commissione mista trovò un compromesso: i Paesi Bassi si sarebbero aggiudicati il Corentyne, ma avrebbero dovuto abbandonare ogni pretesa sul triangolo del New. Fu anche definito un punto sulla sponda occidentale del Corentyne come inizio del confine marittimo tra le colonie, che avrebbe formato un angolo di 10 gradi con il meridiano. Lo scoppio della seconda guerra mondiale impedì la conclusione di tale accordo. Nuovi tentativi di ridefinizione ebbero luogo tra la fine degli anni '50 e l'inizio degli anni '60, senza portare a nulla di concreto, mentre incidenti scoppiavano nell'area del triangolo del New. Tutti i tentativi di risolvere questa controversia sono finora falliti.